# Монте-Візо
Монте Візо, Монвізо (італ. Monte Viso; фр. Montviso; окс. Vísol; п'ємон.: Brich Monviso або Viso) — найвища гора Котських Альп, розташована неподалік від італійсько-французького кордону. Монте Візо більше, ніж на 500 м перевищує всі навколишні гори й таким чином видна дуже здалеку. Біля підніжжя гори знаходиться витік річки По.
На схилах гори, на висоті 2000–2400 м знаходився неолітичний кар'єр, де добувався жад. Пік експлуатації кар'єру припадає на 5000 р. до н. е. Жадеїт використовувався для виробництва церемонійних сокир, які археологи знаходили в багатьох місцях Центральної Європи.
Перше сходження на вершину гори 30 серпня 1861 року здійснили Мішель Кро, Жан Батіст Кроз, Вільям Метьюз, Фредерік Жаконб.
Навколо гори проходить туристичний маршрут Giro di Viso, який також веде через тунель Буко-ді-Візо.

## Монте Візо в літературі
Гора Монте Візо згадується в X книзі «Енеїди» Вергілія, а також в «Божественній комедії» Данте (в піснях XVI (рядок 95) «Пекла» та VI (50-51) «Раю»); згадки про гору є в поезії Франческо Петрарки та в «Кентерберійських оповідях» Джеффрі Чосера.